# 厳詳燮
厳 詳燮（オム・サンソプ、朝鮮語: 엄상업/嚴詳燮、1907年5月23日または5月25日または1908年5月23日 - 1960年5月3日）は、日本統治時代の朝鮮および大韓民国の教員、検察官、弁護士、政治家、刑法学者。韓国の刑法学の父で第3代弘益大学学長、第2・4代韓国国会議員。
本貫は寧越厳氏、号は暁堂。漢字表記は厳祥燮とも。

## 経歴
全羅南道光陽郡津上面出身、父は貧農。1926年、光州全南公立師範学校卒。霊岩・筏橋などの初等教育の教員を経て、1938年独学で高等文官試験司法科合格。朝鮮総督府司法官試補を経て、1941年に光州地方法院検事局予備検事・検事、1942年から咸興地方法院検事局検事を務めた。光復後はソウル地方検察庁次長検事・検事、釜山地方検察庁検事長、大検察庁次長検事・検事、高等考試委員、中央大・東国大の刑法講師、第3代弘益大学学長（1950年2月～1954年5月）、国会法制司法委員長・内閣責任制改憲案起草委員長を務めた。国会議員と刑法学者として大韓民国刑法草案の起草、刑事訴訟法や刑法における人権の保護に深く寄与した。
1960年に趙炳玉を追悼する学生運動に参加したが、4・19革命の1カ月後の同年5月3日に死去。享年53。死後に国会葬が行われ、張勉、郭尚勲、朴順天らが追悼した。

## エピソード
咸興在任中は朝鮮語学会事件により咸興刑務所に収監中の李熙昇を釈放した。
親日反民族処罰法が国会に上程された後、大検察庁次長検事を務めていた厳ら日本統治時代に検察官を務めた検事8名が反省の意を込めて辞表を提出した。
第2代総選挙では故郷の光陽から当選したが、民主党入党後は第4代総選挙でソウル龍山区から当選した。
1956年、自著で朝鮮総督府の検事を務め、日帝の朝鮮統治に協力したと明らかにした。
理論正統派で民主党の猛将であり、釜山政治波動から2・4波動の時代までに李承晩政権と闘争した。そのため、1954年の第3代総選挙で落選工作により落選した。